# Stazione di Quart
La stazione di Quart (in francese: gare de Quart) è una stazione della ferrovia Aosta-Chivasso situata a Villefranche, capoluogo del comune di Quart.

## Storia
Fu inaugurata nel 1886 come stazione con il nome di Quart-Villefranche, nome del villaggio dov'è situata, capoluogo del comune di Quart. Da lungo tempo priva di servizio viaggiatori, il 10/04/2022 le viene attribuita la funzione di Posto di Movimento. 

## Strutture ed impianti
La stazione dispone di un fabbricato viaggiatori sviluppato su due piani.
Il piazzale consta di 2 binari: il primo su tracciato deviato, il secondo di corsa.